# مزنایش
مزنایش (به آلمانی: Mesenich) یک شهر در آلمان است که در کوخم-تسل واقع شده‌است. مزنایش ۳۰۸ نفر جمعیت دارد.